# Charles R. Robertson
Charles Raymond Robertson (* 5. September 1889 in Madison, Wisconsin; † 18. Februar 1951 in Bismarck, North Dakota) war ein US-amerikanischer Politiker. Zwischen 1941 und 1943 vertrat er den ersten Wahlbezirk des Bundesstaates North Dakota im US-Repräsentantenhaus, von 1945 bis 1949 den zweiten Wahlbezirk.

## Frühe Jahre
In seiner Jugend half Charles Roberson seinem Vater bei der Bewirtschaftung der familieneigenen Farm im Columbia County in Wisconsin. Gleichzeitig besuchte er dort die öffentlichen Schulen. Später absolvierte Charles Robertson das Parker College in Winnebago (Minnesota). In den folgenden Jahren arbeitete er in verschiedenen Gemischtwarenläden in Minnesota und den Dakota-Staaten.

## Kongressabgeordneter
Robertson wurde Mitglied der Republikanischen Partei. Im Jahr 1940 war er Delegierter zur Republican National Convention und im Vorstand der Partei in North Dakota. Bei den Kongresswahlen des Jahres 1940 wurde er als Nachfolger von William Lemke in das US-Repräsentantenhaus gewählt. Dort absolvierte er zwischen dem 3. Januar 1941 und dem 3. Januar 1943 eine Legislaturperiode. Nachdem er 1942 von seiner Partei nicht mehr nominiert wurde, musste er sein Mandat wieder an Lemke abgeben.
Bei den Kongresswahlen des Jahres 1944 wurde er im zweiten Wahlbezirk North Dakotas für den  Kongress nominiert. Am 3. Januar 1945 trat er die Nachfolge des bisherigen Abgeordneten Usher L. Burdick an. Nach einer Wiederwahl im Jahr 1946 konnte er dieses Mandat bis zum 3. Januar 1949 ausüben. Für die Wahlen des Jahres 1948 wurde er nicht mehr nominiert. Sein Sitz fiel wieder an Burdick.

## Weiterer Lebenslauf
Nach dem Ende seiner politischen Tätigkeit in Washington widmete sich Robertson wieder seinen geschäftlichen Unternehmen in Bismarck. Außerdem betrieb er eine Fabrik zur Herstellung von Farben in Washington. Seit 1949 war er auch Mitglied der Hoover-Kommission zur Reorganisation der Bundesregierung. Charles Robertson starb im Februar 1951 und wurde in Minneapolis beigesetzt.